# Panografia

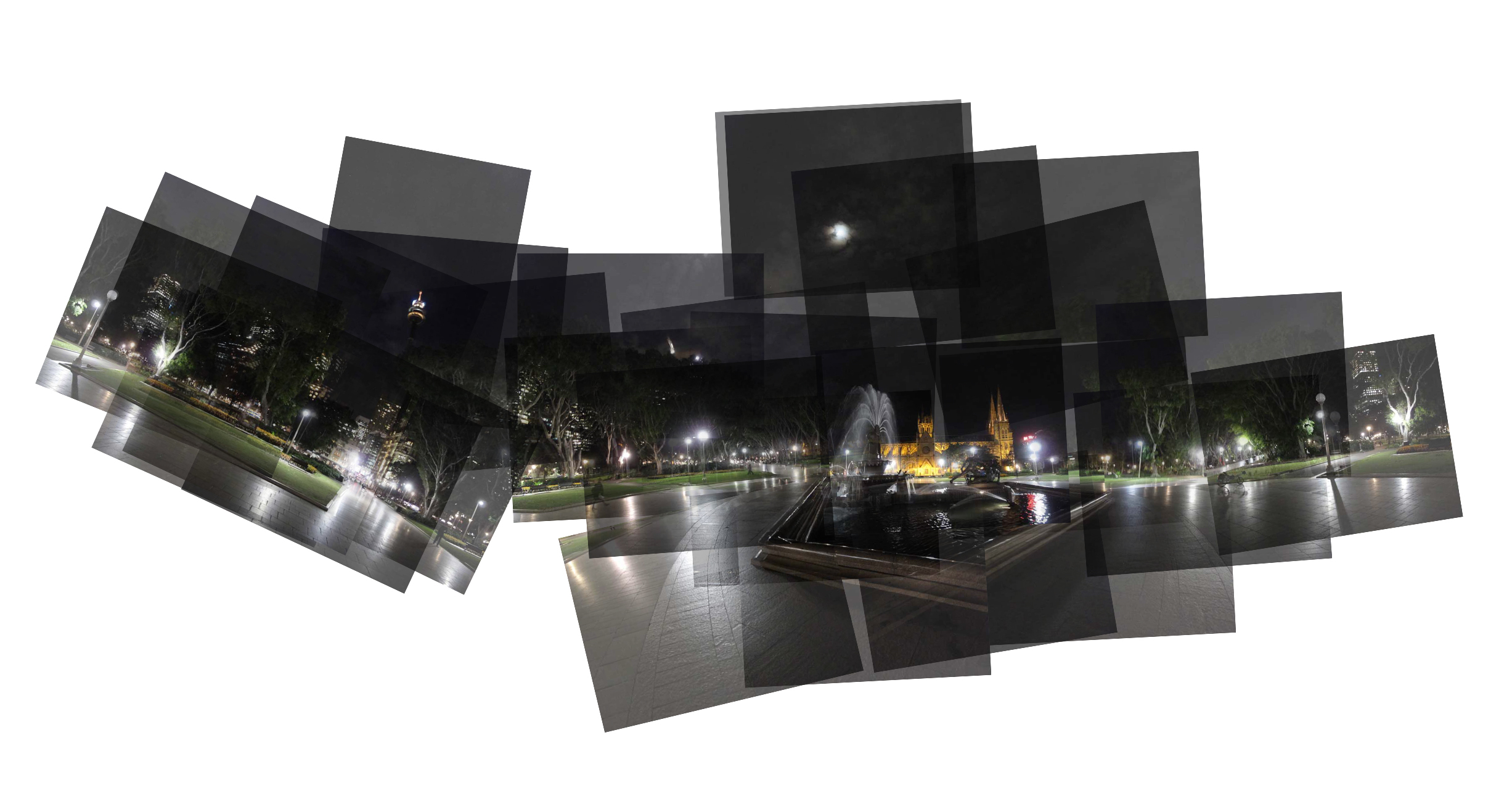
Panografia del Hyde Park de Sydney

La panografia és una tècnica fotogràfica i de processament d'imatges en què una imatge és constituïda a partir de diverses fotografies que se solapen. La fotografia resultant rep el nom de panografia. David Hockney és un pioner destacat i important contribuïdor a aquesta tècnica, que anomenà les fotografies resultants com a joiners ("unides").